# Più (album)
Più è il diciottesimo album di Ornella Vanoni, uscito nel 1976.

## Disco
L'album è caratterizzato dall'apporto di Giampiero Scalamogna (noto con il nome d'arte di Sergepy come autore, quindi come Gepy & Gepy nelle vesti di interprete e produttore), che oltre a produrre l'intero progetto, firma cinque pezzi e partecipa in duetto con la cantante nella title-track.
L'anno successivo venne editata per il mercato sudamericano una versione del disco cantata in lingua spagnola, intitolata Más, in cui tuttavia non è contenuto il brano Uno solo di noi due.
Nel 1979 l'album uscì anche in Giappone, con identiche grafica di copertina e successione dei brani.
In CD è stato stampato per la prima volta nel 1989, con distribuzione CGD (CDLSM 100030).

## Tracce
1. Uno solo di noi due
2. Più
3. Dimmi almeno se
4. Sottovoce
5. Dove, come, quando
6. Il mio pensiero d'amore
7. Delfini
8. Pazza no... ma immortale
9. Tu chi sei? (Cosa vuoi da me)
10. Padre Sole, Madre Luna
11. La storia di Marcello

## Formazione
- Ornella Vanoni – voce
- Ruggero Cini – tastiera
- Mario Scotti – basso
- Massimo Buzzi – batteria, percussioni
- Luciano Ciccaglioni – chitarra
- Vincenzo Restuccia – batteria, percussioni
- Toto Torquati – tastiera